# Lijst van nieuw beschreven zoogdieren (2007)
Dit is een lijst van nieuw beschreven zoogdieren uit 2007. De term "zoogdieren" omvat hier ook de overige "Mammaliaformes" (Docodonta, Haramiyida, Morganucodonta en enkele andere geslachten).

## Fossiele hogere taxa
| Naam            | Auteur                           | Referentie | Commentaar |
| --------------- | -------------------------------- | --- | ---------- |
| Aglaocetidae    | Steeman, 2007                    | Steeman, M.E. 2007. Cladistic analysis and a revised classification of fossil and recent mysticetes. Zoological Journal of the Linnean Society 150: 875-894.                                                   |            |
| Aquiladelphidae | Davis, 2007                      | Davis, B.M. 2007. A revision of “pediomyid” marsupials from the Late Cretaceous of North America. Acta Palaeontologica Polonica 52 (2): 217-256.                                                               |            |
| Archetypomyidae | Meng, Li, Ni, Wang & Beard, 2007 | Meng, J., Li, C., Ni, X., Wang, Y. & Beard, K.C. 2007. A new Eocene rodent from the Lower Arshanto Formation in the Nuhetingboerhe (Camp Margetts) area, Inner Mongolia. American Museum Novitates 3569: 1-18. |            |
| Cetotherioidea  | Steeman, 2007                    | Steeman, M.E. 2007. Cladistic analysis and a revised classification of fossil and recent mysticetes. Zoological Journal of the Linnean Society 150: 875-894.                                                   |            |
| Diorocetidae    | Steeman, 2007                    | Steeman, M.E. 2007. Cladistic analysis and a revised classification of fossil and recent mysticetes. Zoological Journal of the Linnean Society 150: 875-894.                                                   |            |
| Herpetocetinae  | Steeman, 2007                    | Steeman, M.E. 2007. Cladistic analysis and a revised classification of fossil and recent mysticetes. Zoological Journal of the Linnean Society 150: 875-894.                                                   |            |
| Jeholodentidae  | Luo, Chen, Li & Chen, 2007       | Luo, Z.-X., Chen, P., Li, G. & Chen, M. 2007. A new eutriconodont mammal and evolutionary development in early mammals. Nature 446:288-293.                                                                    |            |
| Klameliidae     | Martin & Averianov, 2007         | Martin, T. & Averianov, A.O. 2007. A previously unrecognized group of Middle Jurassic triconodontan mammals from Central Asia. Naturwissenschaften 94:43-48.                                                   |            |
| Maradidae       | Black, 2007                      | Black, K. 2007. Maradidae: a new family of vombatomorphian marsupial from the late Oligocene of Riversleigh, northwestern Queensland. Alcheringa 31:17-32.                                                     |            |
| Nanocuridae     | Fox, Scott & Bryant, 2007        | Fox, R.C., Scott, C.S. & Bryant, H.N. 2007. A new, unusual therian mammal from the Upper Cretaceous of Saskatchewan, Canada. Cretaceous Research 28 (5): 821-829.                                              |            |
| Paroxyaenini    | Lavrov, 2007                     | Lavrov, A.V. 2007. A new species of Paroxyaena (Hyaenodontidae, Creodonta) from phosphorites of Quercy, Late Eocene, France. Paleontological Journal 41(3):298-311.                                            |            |
| Pelocetidae     | Steeman, 2007                    | Steeman, M.E. 2007. Cladistic analysis and a revised classification of fossil and recent mysticetes. Zoological Journal of the Linnean Society 150: 875-894.                                                   |            |

## Fossiele geslachten
| Naam                    | Auteur                                                                     | Referentie | Commentaar |
| ----------------------- | -------------------------------------------------------------------------- | --- | ---------- |
| Africanacetus           | Bianucci, Lambert & Post, 2007                                             | Bianucci, G., Lambert, O. & Post, K. 2007. A high diversity in fossil beaked whales (Mammalia, Odontoceti, Ziphiidae) recovered by trawling from the sea floor off South Africa. Geodiversitas 29 (4): 561-618. |            |
| Aletridelphys           | Davis, 2007                                                                | Davis,B.M. 2007. A revision of “pediomyid” marsupials from the Late Cretaceous of North America. Acta Palaeontologica Polonica 52 (2): 217-256. |            |
| Apistodon               | Davis, 2007                                                                | Davis,B.M. 2007. A revision of “pediomyid” marsupials from the Late Cretaceous of North America. Acta Palaeontologica Polonica 52 (2): 217-256. |            |
| Archaebalaenoptera      | Bisconti, 2007                                                             | Bisconti, M. 2007. A new basal balaenopterid whale from the Pliocene of northern Italy. Palaeontology 50(5):1103-1122. |            |
| Archetypomys            | Meng, Li, Ni, Wang & Beard, 2007                                           | Meng, J., Li, C., Ni, X., Wang, Y. & Beard, K.C. 2007. A new Eocene rodent from the Lower Arshanto Formation in the Nuhetingboerhe (Camp Margetts) area, Inner Mongolia. American Museum Novitates 3569: 1-18. |            |
| Argentoconodon          | Rougier, Garrido, Gaetano, Puerta, Corbitt & Novacek, 2007                 | Rougier, G.W., Garrido, A., Gaetano, L., Puerta, P.F., Corbitt, C. & Novacek, M.J. 2007. First Jurassic triconodont from South America. American Museum Novitates 3580: 1-17. |            |
| Asiadapis               | Rose, Rana, Sahni & Smith, 2007                                            | Rose, K.D., Rana, R.S., Sahni A. & Smith, T. 2007. A new adapoid primate from the early Eocene of India. Contributions from the Museum of Paleontology, University of Michigan 31 (14): 379-385. |            |
| Baataromomys            | Ni, Beard, Meng, Wang & Gebo, 2007                                         | Ni, X., Beard, K.C., Meng, J., Wang, Y. & Gebo, D.L. 2007. Discovery of the first early Cenozoic euprimate (Mammalia) from Inner Mongolia. American Museum Novitates 3571: 1-11. |            |
| Bharattherium           | Prasad, Verma, Sahni, Krause, Khosla & Parmar, 2007                        | Prasad, G.V.R., Verma, O., Sahni, A., Krause, D.W. & Parmar, V. 2007. A new Late Cretaceous gondwanatherian mammal from central India. Proceedings of the Indian National Science Academy 73 (1): 17-24. |            |
| Buhakia                 | Morlo, Miller & El-Barkooky, 2007                                          | Morlo, M., Miller, E.R. & El-Barkooky, A.N. 2007. Creodonta and Carnivora from Wadi Moghra, Egypt. Journal of Vertebrate Paleontology 27 (1): 145-159. |            |
| Boreameryx              | Dawson & Harington, 2007                                                   | Dawson, M.R. & Harington, C.R. 2007. Boreameryx, an unusual new artiodactyl (Mammalia) from the Pliocene of Arctic Canada and endemism in Arctic fossil mammal. Canadian Journal of Earth Sciences 44 (5): 585-592. |            |
| Builstynia              | Ziegler, Dahlmann & Storch, 2007                                           | Ziegler, R., Dahlmann, T. & Storch, G. 2007. 4. Marsupialia, Erinaceomorpha and Soricomorpha (Mammalia). in G. Daxner-Höck (ed.) Oligocene-Miocene Vertebrates from the Valley of Lakes (Central Mongolia): Morphology, phylogenetic and stratigraphic implications. Annalen des Naturhistorischen Museums in Wien 108A: 53-164. |            |
| Cadutherium             | Métais, Soe, Marivaux & Beard, 2007                                        | Métais, G., Soe, A.N., Marivaux, M. & Beard, K.C. (2007). Artiodactyls from the Pondaung Formation (Myanmar): new data and reevaluation of the South Asian Faunal Province during the Middle Eocene. Naturwissenschaften 94 (9): 759-768.                                                                                        |            |
| Chororapithecus         | Suwa, Kono, Katoh, Asfaw & Beyene, 2007                                    | Suwa, G., Kono, R.T., Katoh, S., Asfaw, B. & Beyene, Y. 2007. A new species of great ape from the late Miocene epoch in Ethiopia. Nature 448:921-924. |            |
| Dakshina                | Wilson, Sarma & Anantharaman, 2007                                         | Wilson, G. P., Sarma, D. C.; Anantharaman, S. 2007. Late Cretaceous sudamericid gondwanatherians from India with palaeobiogeographic considerations of gondwanan mammals. Journal of Vertebrate Paleontology 27 (2): 521-531. |            |
| Dryomomys               | Bloch, Silcox, Boyer & Sargis, 2007                                        | Bloch, J.I., Silcox, M.T., Boyer, D.M. & Sargis, E.J. 2007. New Paleocene skeletons and the relationship of plesiadapiformes to crown-clade primates. Proceedings of the National Academy of Sciences 104 (4): 1159-1164. |            |
| Dytikodorcas            | Bouvraina & de Bonis, 2007                                                 | Bouvraina, G. & de Bonis, L. 2007. Ruminants (Mammalia, Artiodactyla: Tragulidae, Cervidae, Bovidae) from the latest Miocene (Turolian) of Dytiko (Greece). Annales de Paléontologie 93(2):121-147. |            |
| Eochrysochloris         | Seiffert, Simons, Ryan, Bown & Attia, 2007                                 | Seiffert, E. R., Simons, E. L., Ryan, T. M., Bown, T. M. & Attia, Y. 2007. New remains of Eocene and Oligocene Afrosoricida (Afrotheria) from Egypt, with implications for the origin(s) of afrosoricid zalambdodonty. Journal of Vertebrate Paleontology 27 (4): 963-972.                                                       |            |
| Evolestes               | Goin, Sánchez-Villagra, Abello & Kay, 2007                                 | Goin, F.J., Sánchez-Villagra, M.R., Abelo, A. & Kay, R.F. 2007. A new generalized paucituberculatan marsupial from the Oligocene of Bolivia and the origin of 'shrew-like' opossums. Palaeontology 50(5):1267–1276. |            |
| Ferganodon              | Martin & Averianov, 2007                                                   | Martin, T. & Averianov, A.O. 2007. A previously unrecognized group of Middle Jurassic triconodontan mammals from Central Asia. Naturwissenschaften 94:43-48. |            |
| Gawinga                 | Roberts, Archer, Hand & Godthelp, 2007                                     | Roberts, K.K., Archer, M., Hand, S.J. & Godthelp, H. 2007. New genus and species of extinct Miocene ringtail possums (Marsupialia: Pseudocheiridae). American Museum Novitates 3560:1-15. |            |
| Gondtherium             | Prasad & Manhas, 2007                                                      | Prasad, G.V.R. & Manhas, B.K. 2007. A new docodont mammal from the Jurassic Kota Formation of India. Paleontologica Electronica 10 (2): 7A-1-7A-11. |            |
| Hakusanodon             | Rougeir, Isaji & Manabe, 2007                                              | Rougier, G.W., Isaji, S. & Manabe, M. 2007. An Early Cretaceous mammal from the Kuwajima Formation (Tetori Group), Japan, and a reassessment of triconodont phylogeny. Annals of Carnegie Museum 76 (2): 73-115. |            |
| Heissigia               | Prieto & Böhme, 2007                                                       | Prieto, J. & Böhme, M. 2007. Heissigia bolligeri gen. et sp. nov.: a new enigmatic dormouse (Gliridae, Rodentia) from the Miocene of the Northern Alpine Foreland Basin. Neues Jahrbuch für Geologie und Paläontologie Abhandlungen 245 (3): 301-307.                                                                            |            |
| Hesperopetes            | Emry & Korth, 2007                                                         | EMRY, R. J. & KORTH, W. W. 2007. A new genus of squirrel (Rodentia, Sciuridae) form mid-Cenozoic of North America. Journal of Vertebrate Paleontology 27 (3): 693-698. |            |
| Ihlengesi               | Bianucci, Lambert & Post, 2007                                             | Bianucci, G., Lambert, O. & Post, K. 2007. A high diversity in fossil beaked whales (Mammalia, Odontoceti, Ziphiidae) recovered by trawling from the sea floor off South Africa. Geodiversitas 29 (4): 561-618. |            |
| Irrawadymeryx           | Métais, Soe, Marivaux & Beard, 2007                                        | Métais, G., Soe, A.N., Marivaux, M. & Beard, K.C. (2007). Artiodactyls from the Pondaung Formation (Myanmar): new data and reevaluation of the South Asian Faunal Province during the Middle Eocene. Naturwissenschaften 94 (9): 759-768.                                                                                        |            |
| Izikoziphius            | Bianucci, Lambert & Post, 2007                                             | Bianucci, G., Lambert, O. & Post, K. 2007. A high diversity in fossil beaked whales (Mammalia, Odontoceti, Ziphiidae) recovered by trawling from the sea floor off South Africa. Geodiversitas 29 (4): 561-618. |            |
| Jawharia                | Seiffert, Simons, Ryan, Bown & Attia, 2007                                 | Seiffert, E. R., Simons, E. L., Ryan, T. M., Bown, T. M. & Attia, Y. 2007. New remains of Eocene and Oligocene Afrosoricida (Afrotheria) from Egypt, with implications for the origin(s) of afrosoricid zalambdodonty. Journal of Vertebrate Paleontology 27 (4): 963-972.                                                       |            |
| Junggaroperadectes      | Ni, Meng, Wu & Ye, 2007                                                    | Ni, X., Meng, J., Wu, W. & Ye, J. 2007. A new Early Oligocene peradectine marsupial (Mammalia) from the Burqin region of Xinjiang, China. Naturwissenschaften 94(3):237-241. |            |
| Ketketictis             | Morlo, Miller & El-Barkooky, 2007                                          | Morlo, M., Miller, E.R. & El-Barkooky, A.N. 2007. Creodonta and Carnivora from Wadi Moghra, Egypt. Journal of Vertebrate Paleontology 27 (1): 145-159. |            |
| Kharmerungulatum        | Prasad, Verma, Sahni, Parmar & Khosla, 2007                                | Prasad, G.V.R., Verma, O.,Sahni, A., Parmar, V. & Khosla, A. 2007. A Cretaceous hoofed mammal from India. Science 318: 937. |            |
| Khoikhoicetus           | Bianucci, Lambert & Post, 2007                                             | Bianucci, G., Lambert, O. & Post, K. 2007. A high diversity in fossil beaked whales (Mammalia, Odontoceti, Ziphiidae) recovered by trawling from the sea floor off South Africa. Geodiversitas 29 (4): 561-618. |            |
| Kiyumylodon             | Rinderknecht, Perea & McDonald, 2007                                       | Rinderknecht, A., Perea, D. & McDonald, H.G. 2007. A New Mylodontinae (Mammalia, Xenarthra) from the Camacho Formation (Late Miocene), Uruguay. Journal of Vertebrate Paleontology 27 (3): 744-747. |            |
| Krabitherium            | Métais, Chaimanee, Jaeger & Ducrocq, 2007                                  | Métais, G., Chaimanee, Y., Jaeger, J.-J. & Ducrocq, S. 2007. Eocene bunoselenodont Artiodactyla from southern Thailand and the early evolution of Ruminantia in South Asia. Naturwissenschaften 94 (6): 493-498. |            |
| Kulutherium             | Pickford, 2007                                                             | Pickford, M. 2007. A new suiform (Artiodactyla, Mammalia) from the Early Miocene of East Africa. Comptes Rendu Palevol 6 (3): 221-229. |            |
| Kyitchaungia            | Beard, Marivaux, Tun, Soe, Chaimanee, Htoon, Marandat, Aung & Jaeger, 2007 | Beard, K.C., Marivaux, L., Tun, S.T., Soe, A.N., Chaimanee, Y., Htoon, W., Marandat, B., Aung, H.H. & Jaeger, J.-J. 2007. New sivaladapid primates from the Eocene Pondaung Formation of Myanmar and the anthropoid status of Amphipithecidae. Bulletin of Carnegie Museum of Natural History 39:67-76.                          |            |
| Leptalestes             | Davis, 2007                                                                | Davis,B.M. 2007. A revision of “pediomyid” marsupials from the Late Cretaceous of North America. Acta Palaeontologica Polonica 52 (2): 217-256. |            |
| Malfelis                | Stucky & Hardy, 2007                                                       | Stucky, R.K. & Hardy, T.G. 2007. A new large, hypercarnivorous oxyaenid (Mammalia, Creodonta) from the middle Eocene of the Wind River Formation, Natrona County, Wyoming. Bulletin of Carnegie Museum of Natural History 39: 57-65.                                                                                             |            |
| Marada                  | Black, 2007                                                                | Black, K. 2007. Maradidae: a new family of vombatomorphian marsupial from the late Oligocene of Riversleigh, northwestern Queensland. Alcheringa 31:17-32. |            |
| Masracetus              | Gingerich, 2007                                                            | Gingerich, P.D. 2007. Stromerius nidensis, New Archaeocete (Mammalia, Cetacea) From The Upper Eocene Qasr El-Sagha Formation, Fayum, Egypt. 31 (13): 363-378. |            |
| Melaneremia             | Hooker, 2007                                                               | Hooker, J.J. 2007. A new microchoerine omomyid (Primates, Mammalia) from the English Early Eocene and its palaeobiogeographical implications. Palaeontology 50 (3): 739–756. |            |
| Microberardius          | Bianucci, Lambert & Post, 2007                                             | Bianucci, G., Lambert, O. & Post, K. 2007. A high diversity in fossil beaked whales (Mammalia, Odontoceti, Ziphiidae) recovered by trawling from the sea floor off South Africa. Geodiversitas 29 (4): 561-618. |            |
| Moghradictis            | Morlo, Miller & El-Barkooky, 2007                                          | Morlo, M., Miller, E.R. & El-Barkooky, A.N. 2007. Creodonta and Carnivora from Wadi Moghra, Egypt. Journal of Vertebrate Paleontology 27 (1): 145-159. |            |
| Mongolopala             | Ziegler, Dahlmann & Storch, 2007                                           | Ziegler, R., Dahlmann, T. & Storch, G. 2007. 4. Marsupialia, Erinaceomorpha and Soricomorpha (Mammalia). in G. Daxner-Höck (ed.) Oligocene-Miocene Vertebrates from the Valley of Lakes (Central Mongolia): Morphology, phylogenetic and stratigraphic implications. Annalen des Naturhistorischen Museums in Wien 108A: 53-164. |            |
| Nanocuris               | Fox, Scott & Bryant, 2007                                                  | Fox, R.C., Scott, C.S. & Bryant, H.N. 2007. A new, unusual therian mammal from the Upper Cretaceous of Saskatchewan, Canada. Cretaceous Research 28 (5): 821-829. |            |
| Neimengomys             | Meng, Ni, Li, Beard, Gebo, Y. Wang & H. Wang, 2007                         | Meng, J., Ni, X., Li, C., Beard, K.C., Gebo, D.L., Wang, Y. & Wang, H. 2007. New material of Alagomyidae (Mammalia, Glires) from the Late Paleocene Subeng Locality, Inner Mongolia. American Museum Novitates 3597: 1-29. |            |
| Nenga                   | Bianucci, Lambert & Post, 2007                                             | Bianucci, G., Lambert, O. & Post, K. 2007. A high diversity in fossil beaked whales (Mammalia, Odontoceti, Ziphiidae) recovered by trawling from the sea floor off South Africa. Geodiversitas 29 (4): 561-618. |            |
| Onirocuscus             | Crosby, 2007                                                               | Crosby, K. 2007. Rediagnosis of the fossil species assigned to Strigocuscus (Marsupialia, Phalangeridae), with description of a new genus and three new species. Alcheringa 31:33-58. |            |
| Orienspterodon          | Egi, Tsubamoto & Takai, 2007                                               | Egi, N., Tsubamoto, T. & Takai, M. 2007. Systematic status of Asian "Pterodon" and early evolution of hyaenaelurine hyaenodontid creodonts. Journal of Paleontology 81 (4): 770-778. |            |
| Palaeopotamus           | Pickford, 2007                                                             | Pickford, M. 2007. Suidae and hippopotamidae from the Middle Miocene of Kipsaraman, Kenya and other sites in East Africa. Palaeontological Research 11 (1): 85-105. |            |
| Parapropalaehoplophorus | Croft, Flynn & Wyss, 2007                                                  | Croft, D. A., Flynn, J. J. & Wyss, A. R. 2007. A new basal glyptodontid and other Xenarthra of the early Miocene Chucal Fauna, northern Chile. Journal of Vertebrate Paleontology 27 (4): 781-797. |            |
| Paukkaungia             | Beard, Marivaux, Tun, Soe, Chaimanee, Htoon, Marandat, Aung & Jaeger, 2007 | Beard, K.C., Marivaux, L., Tun, S.T., Soe, A.N., Chaimanee, Y., Htoon, W., Marandat, B., Aung, H.H. & Jaeger, J.-J. 2007. New sivaladapid primates from the Eocene Pondaung Formation of Myanmar and the anthropoid status of Amphipithecidae. Bulletin of Carnegie Museum of Natural History 39:67-76.                          |            |
| Pediolophodon           | Lambert, 2007                                                              | Lambert, W.D. 2007. New tetralophodont gomphothere material from Nebraska and its implications for the status of North American Tetralophodon. Journal of Vertebrate Paleontology 27 (3): 676-682. |            |
| Protororqualus          | Bisconti, 2007                                                             | Bisconti, M. 2007. Taxonomic revision and phylogenetic relationships of the rorqual-like mysticete from the Pliocene of Mount Pulgnasco, northern Italy (Mammalia, Cetacea, Mysticeti). Palaeontolographica Italica 91: 85-108.                                                                                                  |            |
| Pseudotribos            | Luo, Ji & Yuan, 2007                                                       | Luo, Z.-X., Ji, Q. & Yuan,C.-X. 2007. Convergent dental adaptations in pseudo-tribosphenic and tribosphenic mammals. Nature 450: 93-97. |            |
| Pterocetus              | Bianucci, Lambert & Post, 2007                                             | Bianucci, G., Lambert, O. & Post, K. 2007. A high diversity in fossil beaked whales (Mammalia, Odontoceti, Ziphiidae) recovered by trawling from the sea floor off South Africa. Geodiversitas 29 (4): 561-618. |            |
| Stromerius              | Gingerich, 2007                                                            | Gingerich, P.D. 2007. Stromerius nidensis, New Archaeocete (Mammalia, Cetacea) From The Upper Eocene Qasr El-Sagha Formation, Fayum, Egypt. 31 (13): 363-378. |            |
| Taatsiinia              | Ziegler, Dahlmann & Storch, 2007                                           | Ziegler, R., Dahlmann, T. & Storch, G. 2007. 4. Marsupialia, Erinaceomorpha and Soricomorpha (Mammalia). in G. Daxner-Höck (ed.) Oligocene-Miocene Vertebrates from the Valley of Lakes (Central Mongolia): Morphology, phylogenetic and stratigraphic implications. Annalen des Naturhistorischen Museums in Wien 108A: 53-164. |            |
| Tavoonyia               | Ziegler, Dahlmann & Storch, 2007                                           | Ziegler, R., Dahlmann, T. & Storch, G. 2007. 4. Marsupialia, Erinaceomorpha and Soricomorpha (Mammalia). in G. Daxner-Höck (ed.) Oligocene-Miocene Vertebrates from the Valley of Lakes (Central Mongolia): Morphology, phylogenetic and stratigraphic implications. Annalen des Naturhistorischen Museums in Wien 108A: 53-164. |            |
| Tuscahomys              | Dawson & Beard, 2007                                                       | Dawson, M.R, & Beard, K.C.. 2007. Rodents of the family Cylindrodontidae (Mammalia) from the earliest Eocene of the Tuscahoma Formation, Mississippi. Annals of Carnegie Museum 76 (3): 135-144. |            |
| Xhosacetus              | Bianucci, Lambert & Post, 2007                                             | Bianucci, G., Lambert, O. & Post, K. 2007. A high diversity in fossil beaked whales (Mammalia, Odontoceti, Ziphiidae) recovered by trawling from the sea floor off South Africa. Geodiversitas 29 (4): 561-618. |            |
| Yanoconodon             | Luo, Chen, Li & Chen, 2007                                                 | Luo, Z.-X., Chen, P., Li, G. & Chen, M. 2007. A new eutriconodont mammal and evolutionary development in early mammals. Nature 446:288-293. |            |

## Fossiele soorten
| Naam                                    | Auteur                                                                                    | Referentie | Commentaar |
| --------------------------------------- | ----------------------------------------------------------------------------------------- | --- | ---------- |
| Africanacetus ceratopsis                | Bianucci, Lambert & Post, 2007                                                            | Bianucci, G., Lambert, O. & Post, K. 2007. A high diversity in fossil beaked whales (Mammalia, Odontoceti, Ziphiidae) recovered by trawling from the sea floor off South Africa. Geodiversitas 29 (4): 561-618. |            |
| Amphechinus major                       | Ziegler, Dahlmann & Storch, 2007                                                          | Ziegler, R., Dahlmann, T. & Storch, G. 2007. 4. Marsupialia, Erinaceomorpha and Soricomorpha (Mammalia). in G. Daxner-Höck (ed.) Oligocene-Miocene Vertebrates from the Valley of Lakes (Central Mongolia): Morphology, phylogenetic and stratigraphic implications. Annalen des Naturhistorischen Museums in Wien 108A: 53-164. |            |
| Amphechinus minutissimus                | Ziegler, Dahlmann & Storch, 2007                                                          | Ziegler, R., Dahlmann, T. & Storch, G. 2007. 4. Marsupialia, Erinaceomorpha and Soricomorpha (Mammalia). in G. Daxner-Höck (ed.) Oligocene-Miocene Vertebrates from the Valley of Lakes (Central Mongolia): Morphology, phylogenetic and stratigraphic implications. Annalen des Naturhistorischen Museums in Wien 108A: 53-164. |            |
| Amphechinus taatsiingolensis            | Ziegler, Dahlmann & Storch, 2007                                                          | Ziegler, R., Dahlmann, T. & Storch, G. 2007. 4. Marsupialia, Erinaceomorpha and Soricomorpha (Mammalia). in G. Daxner-Höck (ed.) Oligocene-Miocene Vertebrates from the Valley of Lakes (Central Mongolia): Morphology, phylogenetic and stratigraphic implications. Annalen des Naturhistorischen Museums in Wien 108A: 53-164. |            |
| Ansomys cyanotephrus                    | Korth, 2007                                                                               | KORTH, W. W. 2007. A new species of Ansomys (Rodentia, Aplodontidae) from Late Oligocene of South Dakota. Journal of Vertebrate Paleontology 27 (3): 740-743. |            |
| Arabosminthus isabellae                 | López-Antoñanzas & Sen, 2007                                                              | López-Antoñanzas, R. & Sen, S. 2006. New Saudi Arabian Miocene jumping mouse (Zapodidae): systematics and phylogeny. Journal of Vertebrate Paleontology 26 (1): 170-181. |            |
| Archaebalaenoptera castriarquati        | Bisconti, 2007                                                                            | Bisconti, M. 2007. A new basal balaenopterid whale from the Pliocene of northern Italy. Palaeontology 50(5):1103-1122. |            |
| Archetypomys erlianensi                 | Meng, Li, Ni, Wang & Beard, 2007                                                          | Meng, J., Li, C., Ni, X., Wang, Y. & Beard, K.C. 2007. A new Eocene rodent from the Lower Arshanto Formation in the Nuhetingboerhe (Camp Margetts) area, Inner Mongolia. American Museum Novitates 3569: 1-18. |            |
| Argentoconodon fariasorum               | Rougier, Garrido, Gaetano, Puerta, Corbitt & Novacek, 2007                                | Rougier, G.W., Garrido, A., Gaetano, L., Puerta, P.F., Corbitt, C. & Novacek, M.J. 2007. First Jurassic triconodont from South America. American Museum Novitates 3580: 1-17. |            |
| Asiadapis cambayensis                   | Rose, Rana, Sahni & Smith, 2007                                                           | Rose, K.D., Rana, R.S., Sahni A. & Smith, T. 2007. A new adapoid primate from the early Eocene of India. Contributions from the Museum of Paleontology, University of Michigan 31 (14): 379-385. |            |
| Baataromomys ulaanus                    | Ni, Beard, Meng, Wang & Gebo, 2007                                                        | Ni, X., Beard, K.C., Meng, J., Wang, Y. & Gebo, D.L. 2007. Discovery of the first early Cenozoic euprimate (Mammalia) from Inner Mongolia. American Museum Novitates 3571: 1-11. |            |
| Bensonomys lindsayi                     | Kelly, 2007                                                                               | Kelly, T.S. 2007. A new species of Bensonomys (Rodentia, Cricetidae) from the early late Hemphillian (late Miocene), Coal Valley Formation, Smith Valley, Nevada. Paludicola 6 (3): 1255-138. |            |
| Bharattherium bonapartei                | Prasad, Verma, Sahni, Krause, Khosla & Parmar, 2007                                       | Prasad, G.V.R., Verma, O., Sahni, A., Krause, D.W. & Parmar, V. 2007. A new Late Cretaceous gondwanatherian mammal from central India. Proceedings of the Indian National Science Academy 73 (1): 17-24. |            |
| Blarinoides aliciae                     | Minwer-Barakat, García-Elixa, Martín-Suárez & Freudenthal, 2007                           | Minwer-Barakat, R., García-Elixa, A., Martín-Suárez, E. & Freudenthal, M. 2007. Blarinoides aliciae sp. nov., a new Soricidae (Mammalia, Lipotyphla) from the Pliocene of Spain. Comptes Rendus Palevol 6 (4): 281-289. |            |
| Bohlinia adoumi                         | Likius, Vignaud & Brunet, 2007                                                            | Likius, A., Vignaud, P. & Brunet, M. 2007. Une nouvelle espèce du genre Bohlinia (Mammalia, Giraffidae) du Miocène supérieur de Toros-Menalla, Tchad. Comptes Rendus Palevol 6 (3): 211-220. |            |
| Boreameryx braskerudi                   | Dawson & Harington, 2007                                                                  | Dawson, M.R. & Harington, C.R. 2007. Boreameryx, an unusual new artiodactyl (Mammalia) from the Pliocene of Arctic Canada and endemism in Arctic fossil mammal. Canadian Journal of Earth Sciences 44 (5): 585-592. |            |
| Buhakia moghraensis                     | Morlo, Miller & El-Barkooky, 2007                                                         | Morlo, M., Miller, E.R. & El-Barkooky, A.N. 2007. Creodonta and Carnivora from Wadi Moghra, Egypt. Journal of Vertebrate Paleontology 27 (1): 145-159. |            |
| Builstynia fontana                      | Ziegler, Dahlmann & Storch, 2007                                                          | Ziegler, R., Dahlmann, T. & Storch, G. 2007. 4. Marsupialia, Erinaceomorpha and Soricomorpha (Mammalia). in G. Daxner-Höck (ed.) Oligocene-Miocene Vertebrates from the Valley of Lakes (Central Mongolia): Morphology, phylogenetic and stratigraphic implications. Annalen des Naturhistorischen Museums in Wien 108A: 53-164. |            |
| Cadutherium kyaukmagyii                 | Métais, Soe, Marivaux & Beard, 2007                                                       | Métais, G., Soe, A.N., Marivaux, M. & Beard, K.C. (2007). Artiodactyls from the Pondaung Formation (Myanmar): new data and reevaluation of the South Asian Faunal Province during the Middle Eocene. Naturwissenschaften 94 (9): 759-768.                                                                                        |            |
| 'Carcinodon' olearyi                    | Williamson & Carr, 2007                                                                   | Williamson, T. E. & Carr, T. D. 2007. Revision of problematic Early Paleocene genus Oxyclaenus (Mammalia: Oxyclaenidae) and a new species of Carcinodon. Journal of Vertebrate Paleontology 27 (4): 973-986. |            |
| Chororapithecus abyssinicus             | Suwa, Kono, Katoh, Asfaw & Beyene, 2007                                                   | Suwa, G., Kono, R.T., Katoh, S., Asfaw, B. & Beyene, Y. 2007. A new species of great ape from the late Miocene epoch in Ethiopia. Nature 448: 921-924. |            |
| Dakshina jederi                         | Wilson, Sarma & Anantharaman, 2007                                                        | Wilson, G. P., Sarma, D. C.; Anantharaman, S. 2007. Late Cretaceous sudamericid gondwanatherians from India with palaeobiogeographic considerations of gondwanan mammals. Journal of Vertebrate Paleontology 27 (2): 521-531. |            |
| Dissacus zanabazari                     | Geisler & McKenna, 2007                                                                   | Geisler, J.H. & McKenna, M.C. 2007. A new species of mesonychian mammal from the lower Eocene of Mongolia and its phylogenetic relationships. Acta Palaeontologica Polonica 52(1):189–212. |            |
| Dryomomys szalayi                       | Bloch, Silcox, Boyer & Sargis, 2007                                                       | Bloch, J.I., Silcox, M.T., Boyer, D.M. & Sargis, E.J. 2007. New Paleocene skeletons and the relationship of plesiadapiformes to crown-clade primates. Proceedings of the National Academy of Sciences 104 (4): 1159-1164. |            |
| Dytikodorcas longicornis                | Bouvraina & de Bonis, 2007                                                                | Bouvraina, G. & de Bonis, L. 2007. Ruminants (Mammalia, Artiodactyla: Tragulidae, Cervidae, Bovidae) from the latest Miocene (Turolian) of Dytiko (Greece). Annales de Paléontologie 93(2):121-147. |            |
| Eochrysochloris tribosphenus            | Seiffert, Simons, Ryan, Bown & Attia, 2007                                                | Seiffert, E. R., Simons, E. L., Ryan, T. M., Bown, T. M. & Attia, Y. 2007. New remains of Eocene and Oligocene Afrosoricida (Afrotheria) from Egypt, with implications for the origin(s) of afrosoricid zalambdodonty. Journal of Vertebrate Paleontology 27 (4): 963-972.                                                       |            |
| Eotalpa belgica                         | Smith, 2007                                                                               | Smith, R. 2007. Présence du genre Eotalpa (Mammalia, Talpidae) dans l’Oligocène inférieur de Belgique (Formation de Borgloon, MP 21). Bulletin de l’Institut royal des Sciences naturelles de Belgique, Sciences de la Terre 77:159-165                                                                                          |            |
| Eubalaena shinshuensis                  | Kimura, Narita, Fujita & Hasegawa, 2007                                                   | Kimura, T., Narita, K., Fujita, T. & Hasegawa, Y. 2007. A new species of Eubalaena (Cetacea: Mysticeti: Balaenidae) from the Gonda Formation (latest Miocene-early Pliocene) of Japan. Bulletin of the Gunma Museum of Natural History 11:15-27.                                                                                 |            |
| Evolestes hadrommatos                   | Goin, Sánchez-Villagra, Abello & Kay, 2007                                                | Goin, F.J., Sánchez-Villagra, M.R., Abelo, A. & Kay, R.F. 2007. A new generalized paucituberculatan marsupial from the Oligocene of Bolivia and the origin of 'shrew-like' opossums. Palaeontology 50(5):1267–1276. |            |
| Exallerix pustulatus                    | Ziegler, Dahlmann & Storch, 2007                                                          | Ziegler, R., Dahlmann, T. & Storch, G. 2007. 4. Marsupialia, Erinaceomorpha and Soricomorpha (Mammalia). in G. Daxner-Höck (ed.) Oligocene-Miocene Vertebrates from the Valley of Lakes (Central Mongolia): Morphology, phylogenetic and stratigraphic implications. Annalen des Naturhistorischen Museums in Wien 108A: 53-164. |            |
| Exallerix tuberculatus                  | Ziegler, Dahlmann & Storch, 2007                                                          | Ziegler, R., Dahlmann, T. & Storch, G. 2007. 4. Marsupialia, Erinaceomorpha and Soricomorpha (Mammalia). in G. Daxner-Höck (ed.) Oligocene-Miocene Vertebrates from the Valley of Lakes (Central Mongolia): Morphology, phylogenetic and stratigraphic implications. Annalen des Naturhistorischen Museums in Wien 108A: 53-164. |            |
| Ferganodon narynensis                   | Martin & Averianov, 2007                                                                  | Martin, T. & Averianov, A.O. 2007. A previously unrecognized group of Middle Jurassic triconodontan mammals from Central Asia. Naturwissenschaften 94:43-48. |            |
| Gawinga aranaea                         | Roberts, Archer, Hand & Godthelp, 2007                                                    | Roberts, K.K., Archer, M., Hand, S.J. & Godthelp, H. 2007. New genus and species of extinct Miocene ringtail possums (Marsupialia: Pseudocheiridae). American Museum Novitates 3560:1-15. |            |
| Gondtherium dattai                      | Prasad & Manhas, 2007                                                                     | Prasad, G.V.R. & Manhas, B.K. 2007. A new docodont mammal from the Jurassic Kota Formation of India. Paleontologica Electronica 10 (2): 7A-1-7A-11. |            |
| Hakusanodon archaeus                    | Rougeir, Isaji & Manabe, 2007                                                             | Rougier, G.W., Isaji, S. & Manabe, M. 2007. An Early Cretaceous mammal from the Kuwajima Formation (Tetori Group), Japan, and a reassessment of triconodont phylogeny. Annals of Carnegie Museum 76 (2): 73-115. |            |
| Heissigia bolligeri                     | Prieto & Böhme, 2007                                                                      | Prieto, J. & Böhme, M. 2007. Heissigia bolligeri gen. et sp. nov.: a new enigmatic dormouse (Gliridae, Rodentia) from the Miocene of the Northern Alpine Foreland Basin. Neues Jahrbuch für Geologie und Paläontologie Abhandlungen 245 (3): 301-307.                                                                            |            |
| Herpestides aegypticus                  | Morlo, Miller & El-Barkooky, 2007                                                         | Morlo, M., Miller, E.R. & El-Barkooky, A.N. 2007. Creodonta and Carnivora from Wadi Moghra, Egypt. Journal of Vertebrate Paleontology 27 (1): 145-159. |            |
| Hesperopetes blacki                     | Emry & Korth, 2007                                                                        | EMRY, R. J. & KORTH, W. W. 2007. A new genus of squirrel (Rodentia, Sciuridae) form mid-Cenozoic of North America. Journal of Vertebrate Paleontology 27 (3): 693-698. |            |
| Hesperopetes jamesi                     | Emry & Korth, 2007                                                                        | EMRY, R. J. & KORTH, W. W. 2007. A new genus of squirrel (Rodentia, Sciuridae) form mid-Cenozoic of North America. Journal of Vertebrate Paleontology 27 (3): 693-698. |            |
| Hesperopetes thoringtoni                | Emry & Korth, 2007                                                                        | EMRY, R. J. & KORTH, W. W. 2007. A new genus of squirrel (Rodentia, Sciuridae) form mid-Cenozoic of North America. Journal of Vertebrate Paleontology 27 (3): 693-698. |            |
| Ignacius clarkforkensis                 | Bloch, Silcox, Boyer & Sargis, 2007                                                       | Bloch, J.I., Silcox, M.T., Boyer, D.M. & Sargis, E.J. 2007. New Paleocene skeletons and the relationship of plesiadapiformes to crown-clade primates. Proceedings of the National Academy of Sciences 104 (4): 1159-1164. |            |
| Ihlengesi saldanhae                     | Bianucci, Lambert & Post, 2007                                                            | Bianucci, G., Lambert, O. & Post, K. 2007. A high diversity in fossil beaked whales (Mammalia, Odontoceti, Ziphiidae) recovered by trawling from the sea floor off South Africa. Geodiversitas 29 (4): 561-618. |            |
| Irrawadymeryx pondaungi                 | Métais, Soe, Marivaux & Beard, 2007                                                       | Métais, G., Soe, A.N., Marivaux, M. & Beard, K.C. (2007). Artiodactyls from the Pondaung Formation (Myanmar): new data and reevaluation of the South Asian Faunal Province during the Middle Eocene. Naturwissenschaften 94 (9): 759-768.                                                                                        |            |
| Izikoziphius angustus                   | Bianucci, Lambert & Post, 2007                                                            | Bianucci, G., Lambert, O. & Post, K. 2007. A high diversity in fossil beaked whales (Mammalia, Odontoceti, Ziphiidae) recovered by trawling from the sea floor off South Africa. Geodiversitas 29 (4): 561-618. |            |
| Izikoziphius rossi                      | Bianucci, Lambert & Post, 2007                                                            | Bianucci, G., Lambert, O. & Post, K. 2007. A high diversity in fossil beaked whales (Mammalia, Odontoceti, Ziphiidae) recovered by trawling from the sea floor off South Africa. Geodiversitas 29 (4): 561-618. |            |
| Jawharia tenrecoides                    | Seiffert, Simons, Ryan, Bown & Attia, 2007                                                | Seiffert, E. R., Simons, E. L., Ryan, T. M., Bown, T. M. & Attia, Y. 2007. New remains of Eocene and Oligocene Afrosoricida (Afrotheria) from Egypt, with implications for the origin(s) of afrosoricid zalambdodonty. Journal of Vertebrate Paleontology 27 (4): 963-972.                                                       |            |
| Junggaroperadectes burqinensis          | Ni, Meng, Wu & Ye, 2007                                                                   | Ni, X., Meng, J., Wu, W. & Ye, J. 2007. A new Early Oligocene peradectine marsupial (Mammalia) from the Burqin region of Xinjiang, China. Naturwissenschaften 94(3):237-241. |            |
| Kenyasus kirimunensis                   | Pickford, 2007                                                                            | Pickford, M. 2007. Suidae and hippopotamidae from the Middle Miocene of Kipsaraman, Kenya and other sites in East Africa. Palaeontological Research 11 (1): 85-105. |            |
| Ketketictis solida                      | Morlo, Miller & El-Barkooky, 2007                                                         | Morlo, M., Miller, E.R. & El-Barkooky, A.N. 2007. Creodonta and Carnivora from Wadi Moghra, Egypt. Journal of Vertebrate Paleontology 27 (1): 145-159. |            |
| Kharmerungulatum vanvaleni              | Prasad, Verma, Sahni, Parmar & Khosla, 2007                                               | Prasad, G.V.R., Verma, O.,Sahni, A., Parmar, V. & Khosla, A. 2007. A Cretaceous hoofed mammal from India. Science 318: 937. |            |
| Khoikhoicetus agulhasis                 | Bianucci, Lambert & Post, 2007                                                            | Bianucci, G., Lambert, O. & Post, K. 2007. A high diversity in fossil beaked whales (Mammalia, Odontoceti, Ziphiidae) recovered by trawling from the sea floor off South Africa. Geodiversitas 29 (4): 561-618. |            |
| Kyitchaungia takaii                     | Beard, Marivaux, Tun, Soe, Chaimanee, Htoon, Marandat, Aung & Jaeger, 2007                | Beard, K.C., Marivaux, L., Tun, S.T., Soe, A.N., Chaimanee, Y., Htoon, W., Marandat, B., Aung, H.H. & Jaeger, J.-J. 2007. New sivaladapid primates from the Eocene Pondaung Formation of Myanmar and the anthropoid status of Amphipithecidae. Bulletin of Carnegie Museum of Natural History 39: 67-76.                         |            |
| Kiyumylodon lecuonai                    | Rinderknecht, Perea & McDonald, 2007                                                      | Rinderknecht, A., Perea, D. & McDonald, H.G. 2007. A New Mylodontinae (Mammalia, Xenarthra) from the Camacho Formation (Late Miocene), Uruguay. Journal of Vertebrate Paleontology 27 (3): 744-747. |            |
| Krabitherium waileki                    | Métais, Chaimanee, Jaeger & Ducrocq, 2007                                                 | Métais, G., Chaimanee, Y., Jaeger, J.-J. & Ducrocq, S. 2007. Eocene bunoselenodont Artiodactyla from southern Thailand and the early evolution of Ruminantia in South Asia. Naturwissenschaften 94 (6): 493-498. |            |
| Kulutherium kenyensis                   | Pickford, 2007                                                                            | Pickford, M. 2007. A new suiform (Artiodactyla, Mammalia) from the Early Miocene of East Africa. Comptes Rendu Palevol 6 (3): 221-229. |            |
| Malfelis badwaterensis                  | Stucky & Hardy, 2007                                                                      | Stucky, R.K. & Hardy, T.G. 2007. A new large, hypercarnivorous oxyaenid (Mammalia, Creodonta) from the middle Eocene of the Wind River Formation, Natrona County, Wyoming. Bulletin of Carnegie Museum of Natural History 39: 57-65.                                                                                             |            |
| Marada arcanum                          | Black, 2007                                                                               | Black, K. 2007. Maradidae: a new family of vombatomorphian marsupial from the late Oligocene of Riversleigh, northwestern Queensland. Alcheringa 31:17-32. |            |
| Masracetus markgrafi                    | Gingerich, 2007                                                                           | Gingerich, P.D. 2007. Stromerius nidensis, New Archaeocete (Mammalia, Cetacea) From The Upper Eocene Qasr El-Sagha Formation, Fayum, Egypt. 31 (13): 363-378. |            |
| Melaneremia bryanti                     | Hooker, 2007                                                                              | Hooker, J.J. 2007. A new microchoerine omomyid (Primates, Mammalia) from the English Early Eocene and its palaeobiogeographical implications. Palaeontology 50 (3): 739–756. |            |
| Meles iberica                           | Arribas & Garrido, 2007                                                                   | Arribas, A. & Garrido, G. 2007. Meles iberica n. sp., a new Eurasian badger (Mammalia, Carnivora, Mustelidae) from Fonelas P-1 (Plio-Pleistocene boundary, Guadix Basin, Granada, Spain). Comptes Rendus Palevol 6(8):545-555.                                                                                                   |            |
| Mesoplodon slangkopi                    | Bianucci, Lambert & Post, 2007                                                            | Bianucci, G., Lambert, O. & Post, K. 2007. A high diversity in fossil beaked whales (Mammalia, Odontoceti, Ziphiidae) recovered by trawling from the sea floor off South Africa. Geodiversitas 29 (4): 561-618. |            |
| Microberardius africanus                | Bianucci, Lambert & Post, 2007                                                            | Bianucci, G., Lambert, O. & Post, K. 2007. A high diversity in fossil beaked whales (Mammalia, Odontoceti, Ziphiidae) recovered by trawling from the sea floor off South Africa. Geodiversitas 29 (4): 561-618. |            |
| Microgale macpheei                      | Goodman, Vasey & Burney, 2007                                                             | Goodman, S.M., Vasey, N., and Burney, D.A., 2007, Description of a new species of subfossil shrew-tenrec Afrosoricida: Tenrecidae: Microgale) from cave deposits in southeastern Madagascar, in Proceedings of the Biological Society of Washington, v. 320, p. 367–376.                                                         |            |
| Micromeryx mirus                        | Vislobokova, 2007                                                                         | Vislobokova, I.A. 2007. New data on late Miocene mammals of Kohfidisch, Austria. Paleontological Journal 41(4):451-460. |            |
| Moghradictis nedjema                    | Morlo, Miller & El-Barkooky, 2007                                                         | Morlo, M., Miller, E.R. & El-Barkooky, A.N. 2007. Creodonta and Carnivora from Wadi Moghra, Egypt. Journal of Vertebrate Paleontology 27 (1): 145-159. |            |
| Mongolopala tathue                      | Ziegler, Dahlmann & Storch, 2007                                                          | Ziegler, R., Dahlmann, T. & Storch, G. 2007. 4. Marsupialia, Erinaceomorpha and Soricomorpha (Mammalia). in G. Daxner-Höck (ed.) Oligocene-Miocene Vertebrates from the Valley of Lakes (Central Mongolia): Morphology, phylogenetic and stratigraphic implications. Annalen des Naturhistorischen Museums in Wien 108A: 53-164. |            |
| Nanocuris improvida                     | Fox, Scott & Bryant, 2007                                                                 | Fox, R.C., Scott, C.S. & Bryant, H.N. 2007. A new, unusual therian mammal from the Upper Cretaceous of Saskatchewan, Canada. Cretaceous Research 28 (5): 821-829. |            |
| Neimengomys qii                         | Meng, Ni, Li, Beard, Gebo, Y. Wang & H. Wang, 2007                                        | Meng, J., Ni, X., Li, C., Beard, K.C., Gebo, D.L., Wang, Y. & Wang, H. 2007. New material of Alagomyidae (Mammalia, Glires) from the Late Paleocene Subeng Locality, Inner Mongolia. American Museum Novitates 3597: 1-29. |            |
| Nenga meganasalis                       | Bianucci, Lambert & Post, 2007                                                            | Bianucci, G., Lambert, O. & Post, K. 2007. A high diversity in fossil beaked whales (Mammalia, Odontoceti, Ziphiidae) recovered by trawling from the sea floor off South Africa. Geodiversitas 29 (4): 561-618. |            |
| Onirocuscus notialis                    | Crosby, 2007                                                                              | Crosby, K. 2007. Rediagnosis of the fossil species assigned to Strigocuscus (Marsupialia, Phalangeridae), with description of a new genus and three new species. Alcheringa 31:33-58. |            |
| Onirocuscus rupina                      | Crosby, 2007                                                                              | Crosby, K. 2007. Rediagnosis of the fossil species assigned to Strigocuscus (Marsupialia, Phalangeridae), with description of a new genus and three new species. Alcheringa 31:33-58. |            |
| Onirocuscus silvacultrix                | Crosby, 2007                                                                              | Crosby, K. 2007. Rediagnosis of the fossil species assigned to Strigocuscus (Marsupialia, Phalangeridae), with description of a new genus and three new species. Alcheringa 31:33-58. |            |
| Palaeoscaptor tenuis                    | Ziegler, Dahlmann & Storch, 2007                                                          | Ziegler, R., Dahlmann, T. & Storch, G. 2007. 4. Marsupialia, Erinaceomorpha and Soricomorpha (Mammalia). in G. Daxner-Höck (ed.) Oligocene-Miocene Vertebrates from the Valley of Lakes (Central Mongolia): Morphology, phylogenetic and stratigraphic implications. Annalen des Naturhistorischen Museums in Wien 108A: 53-164. |            |
| Paleoparadoxia repenningi               | Domning & Barnes, 2007                                                                    | Domning, D.P. & Barnes, L.G. 2007. A new name for the 'Stanford Skeleton' of Paleoparadoxia (Mammalia, Desmostylia). Journal of Vertebrate Paleontology 27 (3): 748-751. |            |
| Parapropalaehoplophorus septentrionalis | Croft, Flynn & Wyss, 2007                                                                 | Croft, D. A., Flynn, J. J. & Wyss, A. R. 2007. A new basal glyptodontid and other Xenarthra of the early Miocene Chucal Fauna, northern Chile. Journal of Vertebrate Paleontology 27 (4): 781-797. |            |
| Paroxyaena pavlovi                      | Lavrov, 2007                                                                              | Lavrov, A.V. 2007. A new species of Paroxyaena (Hyaenodontidae, Creodonta) from phosphorites of Quercy, Late Eocene, France. Paleontological Journal 41(3):298-311. |            |
| Parvericius buk                         | Ziegler, Dahlmann & Storch, 2007                                                          | Ziegler, R., Dahlmann, T. & Storch, G. 2007. 4. Marsupialia, Erinaceomorpha and Soricomorpha (Mammalia). in G. Daxner-Höck (ed.) Oligocene-Miocene Vertebrates from the Valley of Lakes (Central Mongolia): Morphology, phylogenetic and stratigraphic implications. Annalen des Naturhistorischen Museums in Wien 108A: 53-164. |            |
| Paukkaungia parva                       | Beard, Marivaux, Tun, Soe, Chaimanee, Htoon, Marandat, Aung & Jaeger, 2007                | Beard, K.C., Marivaux, L., Tun, S.T., Soe, A.N., Chaimanee, Y., Htoon, W., Marandat, B., Aung, H.H. & Jaeger, J.-J. 2007. New sivaladapid primates from the Eocene Pondaung Formation of Myanmar and the anthropoid status of Amphipithecidae. Bulletin of Carnegie Museum of Natural History 39:67-76.                          |            |
| Pseudotribos robustus                   | Luo, Ji & Yuan, 2007                                                                      | Luo, Z.-X., Ji, Q. & Yuan,C.-X. 2007. Convergent dental adaptations in pseudo-tribosphenic and tribosphenic mammals. Nature 450: 93-97. |            |
| Pterocetus benguelae                    | Bianucci, Lambert & Post, 2007                                                            | Bianucci, G., Lambert, O. & Post, K. 2007. A high diversity in fossil beaked whales (Mammalia, Odontoceti, Ziphiidae) recovered by trawling from the sea floor off South Africa. Geodiversitas 29 (4): 561-618. |            |
| Stromerius nidensis                     | Gingerich, 2007                                                                           | Gingerich, P.D. 2007. Stromerius nidensis, New Archaeocete (Mammalia, Cetacea) From The Upper Eocene Qasr El-Sagha Formation, Fayum, Egypt. 31 (13): 363-378. |            |
| Taatsiinia hoeckorum                    | Ziegler, Dahlmann & Storch, 2007                                                          | Ziegler, R., Dahlmann, T. & Storch, G. 2007. 4. Marsupialia, Erinaceomorpha and Soricomorpha (Mammalia). in G. Daxner-Höck (ed.) Oligocene-Miocene Vertebrates from the Valley of Lakes (Central Mongolia): Morphology, phylogenetic and stratigraphic implications. Annalen des Naturhistorischen Museums in Wien 108A: 53-164. |            |
| Tapirus mesopotamicus                   | Ferrero & Noriega, 2007                                                                   | Ferrero, B. S. & Noriega, J. I. 2007. A new Upper Pleistocene tapir from Argentina: Remarks of the phylogenetics and diversification of neotropical Tapiridae. Journal of Vertebrate Paleontology 27 (2): 504-511. |            |
| Tavoonyia altaica                       | Ziegler, Dahlmann & Storch, 2007                                                          | Ziegler, R., Dahlmann, T. & Storch, G. 2007. 4. Marsupialia, Erinaceomorpha and Soricomorpha (Mammalia). in G. Daxner-Höck (ed.) Oligocene-Miocene Vertebrates from the Valley of Lakes (Central Mongolia): Morphology, phylogenetic and stratigraphic implications. Annalen des Naturhistorischen Museums in Wien 108A: 53-164. |            |
| Tetraconodon irramagnus                 | Thaung-Htike, Chit-Sein, Takai, Egi, Tsubamoto, Zin-Maung-Maung-Thein & Maung-Maung, 2007 | Thaung-Htike, Chit-Sein, Takai, M., Egi, N., Tsubamoto, T., Zin-Maung-Maung-Thein & Maung-Maung. 20087. New species of large Tetraconodon (Mammalia, Artiodactyla, Suidae) from the late Miocene of Myanmar. Paleontological Research 11 (4): 307-315.                                                                           |            |
| Tetraconodon irramedius                 | Thaung-Htike, Chit-Sein, Takai, Egi, Tsubamoto, Zin-Maung-Maung-Thein & Maung-Maung, 2007 | Thaung-Htike, Chit-Sein, Takai, M., Egi, N., Tsubamoto, T., Zin-Maung-Maung-Thein, maung-Maung. 2007. New species of large Tetraconodon (Mammalia, Artiodactyla, Suidae) from the late Miocene of Myanmar. Paleontological Research 11 (4): 307-315.                                                                             |            |
| Trogosus gazini                         | Miyata, 2007                                                                              | Miyata, K. 2007. New species of Trogosus (Tillodontia, Mammalia) from the Green River Basin, Wyoming. Journal of Vertebrate Paleontology 27 (3): 661-675. |            |
| Tuscahomys major                        | Dawson & Beard, 2007                                                                      | Dawson, M.R, & Beard, K.C.. 2007. Rodents of the family Cylindrodontidae (Mammalia) from the earliest Eocene of the Tuscahoma Formation, Mississippi. Annals of Carnegie Museum 76 (3): 135-144. |            |
| Tuscahomys medius                       | Dawson & Beard, 2007                                                                      | Dawson, M.R, & Beard, K.C.. 2007. Rodents of the family Cylindrodontidae (Mammalia) from the earliest Eocene of the Tuscahoma Formation, Mississippi. Annals of Carnegie Museum 76 (3): 135-144. |            |
| Tuscahomys minor                        | Dawson & Beard, 2007                                                                      | Dawson, M.R, & Beard, K.C.. 2007. Rodents of the family Cylindrodontidae (Mammalia) from the earliest Eocene of the Tuscahoma Formation, Mississippi. Annals of Carnegie Museum 76 (3): 135-144. |            |
| Vulpes riffautae                        | de Bonis, Peigné, Likius, Mackaye, Vignaud & Brunet, 2007                                 | de Bonis, L., Peigné, S., Likius, A., Mackaye, H. T., Vignaud, P. & Brunet, M. 2007. The oldest African fox (Vulpes riffautae n. sp., Canidae, Carnivora) recovered in Late Miocene deposits of the Djurab desert, Chad. Naturwissenschaften 94 (7): 575-580.                                                                    |            |
| Xhosacetus hendeysi                     | Bianucci, Lambert & Post, 2007                                                            | Bianucci, G., Lambert, O. & Post, K. 2007. A high diversity in fossil beaked whales (Mammalia, Odontoceti, Ziphiidae) recovered by trawling from the sea floor off South Africa. Geodiversitas 29 (4): 561-618. |            |
| Warendja encorensis                     | Brewer, Archer, Hand & Godthelp, 2007                                                     | Brewer, P., Archer, M., Hand, S. & Godthelp, H. 2007. A new species of the wombat Warendja from Late Miocene deposits at Riversleigh, North-West Queensland, Australia. Palaeontology 50(4):811-828. |            |
| Yanoconodon allini                      | Luo, Chen, Li & Chen, 2007                                                                | Luo, Z.-X., Chen, P., Li, G. & Chen, M. 2007. A new eutriconodont mammal and evolutionary development in early mammals. Nature 446:288-293. |            |
| Zodiolestes freundi                     | Labs Hochstein, 2007                                                                      | Labs Hochstein, J. 2007. A new species of Zodiolestes (Mammalia, Mustelidae) from the early Miocene of Florida. Journal of Vertebrate Paleontology 27 (2): 532-534. |            |

## Levende hogere taxa
| Naam            | Auteur                                | Referentie | Commentaar |
| --------------- | ------------------------------------- | --- | ---------- |
| Abrotrichini    | D'Elía, Pardiñas, Teta & Patton, 2007 | D'Elía, G., Pardiñas, U.F.J., Teta, P. & Patton, J.L. 2007. Definition and diagnosis of a new tribe of sigmodontine rodents (Cricetidae: Sigmodontinae), and a revised classification of the subfamily. Gayana 71(2):187-194. |            |
| Euprimateformes | Bloch, Silcox, Boyer & Sargis, 2007   | Bloch, J.I., Silcox, M.T., Boyer, D.M. & Sargis, E.J. 2007. New Paleocene skeletons and the relationship of plesiadapiformes to crown-clade primates. Proceedings of the National Academy of Sciences 104 (4): 1159-1164.     |            |

## Levende ondergeslachten
| Naam             | Auteur                                        | Referentie | Commentaar |
| ---------------- | --------------------------------------------- | --- | ---------- |
| Afropipistrellus | Thorn, Kock & Cuisin, 2007                    | Thorn, E., Kock, D. & Cuisin, J. 2007. Status of the African bats Vesperugo grandidieri Dobson, 1876 and Vesperugo flavescens Seabra, 1900 (Chiroptera, Vespertilionidae), with description of a new subgenus. Mammalia 71(1-2):70-79. |            |
| Hyrcanicola      | Nadachowski, 2007                             | Nadachowski, A. 2007. The taxonomic status of Schelkovnikov's Pine Vole Microtus schelkovnikovi (Rodentia, Mammalia). Acta zoologica cracoviensia 50A(1-2):67-72.                                                                      |            |
| Leuconycteris    | Porter, Hoofer, Cline, Hoffmann & Baker, 2007 | Porter, C.A., Hoofer, S.R., Cline, C.A., Hoffmann, F.G. & Baker, R.J. 2007. Molecular phylogenetics of the phyllostomid bat genus Micronycteris with descriptions of two new subgenera. Journal of Mammalogy 88(5):1205-1215.          |            |
| Schizonycteris   | Porter, Hoofer, Cline, Hoffmann & Baker, 2007 | Porter, C.A., Hoofer, S.R., Cline, C.A., Hoffmann, F.G. & Baker, R.J. 2007. Molecular phylogenetics of the phyllostomid bat genus Micronycteris with descriptions of two new subgenera. Journal of Mammalogy 88(5):1205-1215.          |            |

## Levende soorten
| Naam                      | Auteur | Referentie | Commentaar                                                               |
| ------------------------- | --- | --- | ------------------------------------------------------------------------ |
| Aotus jorgehernandezi     | Defler & Bueno, 2007 | Defler, T.R. & Bueno, M.L. 2007. Aotus diversity and the species problem. Primate Conservation 22. |                                                                          |
| Avahi betsileo            | Andriantompohavana, Lei, Zaonarivelo, Engberg, Nalanirina, McGuire, Shore, Andrianasolo, Herringto, Brenneman & Louis, Jr., 2007 | Andriantompohavana, R., Lei, R., Zaonarivelo, J.R., Engberg, S.E., Nalanirina, G., McGuire, S.M., Shore, G.D., Andrianasolo, J., Herrington, K., Brenneman, R.A. & Louis, E.A., Jr. 2007. Molecular phylogeny and taxonomic revision of the woolly lemurs, genus Avahi (Primates: Lemuriformes). Special Publications of the Museum of Texas Tech University 51:1-59. |                                                                          |
| Barbastella beijingensis  | J.-S. Zhang, Han, Jones, Lin, J.-P. Zhang, Zhu, Huang & S.-Y. Zhang, 2007                                                        | Zhang, J.-S., Han, N.-J., Jones, G., Lin, L.-K., Zhang, J.-P., Zhu, G.-J., Huang, D.-W. & Zhang, S.-Y. 2007. A new species of Barbastella (Chiroptera: Vespertilionidae) from North China. Journal of Mammalogy 88(6):1393-1403. |                                                                          |
| Crocidura batakorum       | Hutterer, 2007 | Hutterer, R. 2007. Records of shrews from Panay and Palawan, Philippines, with the description of two new species of Crocidura (Mammalia: Soricidae). Lynx 38: 5-20. |                                                                          |
| Crocidura hikmiya         | S. Meegaskumbura, M. Meegaskumbura, Pethiyagoda, Manamendra-Arachchi & Schneider, 2007                                           | Meegaskumbura, S., Meegaskumbura, M., Pethiyagoda, R., Manamendra-Arachchi, K. & Schneider, C.J. 2007. Crocidura hikmiya, a new shrew (Mammalia: Soricomorpha: Soricidae) from Sri Lanka. Zootaxa 1665:19-30. |                                                                          |
| Crocidura panayensis      | Hutterer, 2007 | Hutterer, R. 2007. Records of shrews from Panay and Palawan, Philippines, with the description of two new species of Crocidura (Mammalia: Soricidae). Lynx 38: 5-20. |                                                                          |
| Crocidura sokolovi        | Jenkins, P.D., Abramov, A.V., Rozhnov, V.V. & Makarova, O.V., 2007                                                               | Jenkins, P.D., Abramov, A.V., Rozhnov, V.V. & Makarova, O.V. 2007. Description of two new species of white-toothed shrews belonging to the genus Crocidura (Soricomorpha: Soricidae) from Ngoc Linh Mountain, Vietnam. Zootaxa 1589:57-68. |                                                                          |
| Crocidura zaitsevi        | Jenkins, P.D., Abramov, A.V., Rozhnov, V.V. & Makarova, O.V., 2007                                                               | Jenkins, P.D., Abramov, A.V., Rozhnov, V.V. & Makarova, O.V. 2007. Description of two new species of white-toothed shrews belonging to the genus Crocidura (Soricomorpha: Soricidae) from Ngoc Linh Mountain, Vietnam. Zootaxa 1589:57-68. |                                                                          |
| Dyacopterus rickarti      | Helgen, Kock, Gomez & Ingle, 2007                                                                                                | Helgen, K.M., Kock, D., Gomez, R.K.C.S., Ingle, N.R. & Sinaga, M.H. 2007. Taxonomy and natural history of the southeast Asian fruit-bat genus Dyacopterus. Journal of Mammalogy 88(2):302-318. |                                                                          |
| Eliurus danieli           | Carleton & Goodman, 2007 | Carleton, M.D. & Goodman, S.M. 2007. A new species of the Eliurus majori complex (Rodentia: Muroidea: Nesomyidae) from south-central Madagascar, with remarks on emergent species groupings in the genus Eliurus. American Museum Novitates 3547:1-21. |                                                                          |
| Hipposideros boeadii      | Bates, Rossiter, Suyanto & Kingston, 2007                                                                                        | Bates, P.J.J., Rossiter, S.J., Suyanto, A. & Kingston, T. 2007. A new species of Hipposideros (Chiroptera: Hipposideridae) from Sulawesi. Acta Chiropterologica 9(1):13-26. |                                                                          |
| Juliomys ossitenuis       | Costa, Pavan, Leite & Fagundas, 2007                                                                                             | Costa, L.P., Pavan, S.E., Leite, Y.L.R. & Fagundes, V. 2007. A new species of Juliomys (Mammalia: Rodentia: Cricetidae) from the Atlantic forest of southeastern Brazil. Zootaxa 1463:21-37. |                                                                          |
| Kerivoula krauensis       | Francis, Kingston & Zubaid, 2007                                                                                                 | Francis, C.M., Kingston, T. & Zubaid, A. 2007. A new species of Kerivoula (Chiroptera: Vespertilionidae) from peninsular Malaysia. Acta Chiropterologica 9(1):1-12. |                                                                          |
| Kerivoula titania         | Bates, Struebig, Hayes, Furey, Mya, Vu, Pham, Nguyen, Harrison, Francis & Csorba, 2007                                           | Bates, P.J.J., Struebig, M.J., Hayes, B.D., Furey, N.M., Mya, K.M., Vu D.T., Pham D.T., Nguyen T.S., Harrison, D.L., Francis, C.M. & Csorba, G. 2007. A new species of Kerivoula (Chiroptera: Vespertilionidae) from Southeast Asia. Acta Chiropterologica 9(2):323-337. |                                                                          |
| Lepilemur manasamody      | Craul, Zimmermann, Rasoloharijaona, Randrianambinina & Radespiel, 2007                                                           | Craul, M., Zimmermann, E., Rasolharijaona, S., Randrianambinina, B. & Radespiel, U. 2007. Unexpected species diversity of Malagasy primates (Lepilemur spp.) in the same biogeographical zone: a morphological and molecular approach with the description of two new species. BMC Evolutionary Biology 7:83;15 pp. |                                                                          |
| Lepilemur otto            | Craul, Zimmermann, Rasoloharijaona, Randrianambinina & Radespiel, 2007                                                           | Craul, M., Zimmermann, E., Rasolharijaona, S., Randrianambinina, B. & Radespiel, U. 2007. Unexpected species diversity of Malagasy primates (Lepilemur spp.) in the same biogeographical zone: a morphological and molecular approach with the description of two new species. BMC Evolutionary Biology 7:83;15 pp. |                                                                          |
| Lonchophylla fornicata    | Woodman, 2007 | Woodman, N. 2007. A new species of nectar-feeding bat, genus Lonchophylla, from western Colombia and western Ecuador (Mammalia: Chiroptera: Phyllostomidae). Proceedings of the Biological Society of Washington 120(3):340-358. |                                                                          |
| Lophuromys chercherensis  | Lavrenchenko, W.N. Verheyen, E. Verheyen, Hulselmans & Leirs, 2007                                                               | Lavrenchenko, L.A., Verheyen, W.N., Verheyen, E., Hulselmans, J. & Leirs, H. 2007. Morphometric and genetic study of Ethiopian Lophuromys flavopunctatus Thomas, 1888 species complex with description of three new 70-chromosomal species (Muridae, Rodentia). Bulletin van het Koninklijk Belgisch Instituut voor Natuurwetenschappen, Biologie 77:77-117. |                                                                          |
| Lophuromys kilonzoi       | W.N. Verheyen, Hulselmans, Dierckx, Mulungu, Leirs, Corti & E. Verheyen, 2007                                                    | Verheyen, W.N., Hulselmans, J.L.J., Dierckx, T., Mulungu, L., Leirs, H., Corti, M. & Verheyen, E. 2007. The characterization of the Kilimanjaro Lophuromys aquilus True 1892 population and the description of five new Lophuromys species (Rodentia, Muridae). Bulletin van het Koninklijk Belgisch Instituut voor Natuurwetenschappen 77:23-75. |                                                                          |
| Lophuromys machangui      | W.N. Verheyen, Hulselmans, Dierckx, Mulungu, Leirs, Corti & E. Verheyen, 2007                                                    | Verheyen, W.N., Hulselmans, J.L.J., Dierckx, T., Mulungu, L., Leirs, H., Corti, M. & Verheyen, E. 2007. The characterization of the Kilimanjaro Lophuromys aquilus True 1892 population and the description of five new Lophuromys species (Rodentia, Muridae). Bulletin van het Koninklijk Belgisch Instituut voor Natuurwetenschappen 77:23-75. |                                                                          |
| Lophuromys makundii       | W.N. Verheyen, Hulselmans, Dierckx, Mulungu, Leirs, Corti & E. Verheyen, 2007                                                    | Verheyen, W.N., Hulselmans, J.L.J., Dierckx, T., Mulungu, L., Leirs, H., Corti, M. & Verheyen, E. 2007. The characterization of the Kilimanjaro Lophuromys aquilus True 1892 population and the description of five new Lophuromys species (Rodentia, Muridae). Bulletin van het Koninklijk Belgisch Instituut voor Natuurwetenschappen 77:23-75. |                                                                          |
| Lophuromys menageshae     | Lavrenchenko, W.N. Verheyen, E. Verheyen, Hulselmans & Leirs, 2007                                                               | Lavrenchenko, L.A., Verheyen, W.N., Verheyen, E., Hulselmans, J. & Leirs, H. 2007. Morphometric and genetic study of Ethiopian Lophuromys flavopunctatus Thomas, 1888 species complex with description of three new 70-chromosomal species (Muridae, Rodentia). Bulletin van het Koninklijk Belgisch Instituut voor Natuurwetenschappen, Biologie 77:77-117. |                                                                          |
| Lophuromys pseudosikapusi | Lavrenchenko, W.N. Verheyen, E. Verheyen, Hulselmans & Leirs, 2007                                                               | Lavrenchenko, L.A., Verheyen, W.N., Verheyen, E., Hulselmans, J. & Leirs, H. 2007. Morphometric and genetic study of Ethiopian Lophuromys flavopunctatus Thomas, 1888 species complex with description of three new 70-chromosomal species (Muridae, Rodentia). Bulletin van het Koninklijk Belgisch Instituut voor Natuurwetenschappen, Biologie 77:77-117. |                                                                          |
| Lophuromys sabunii        | W.N. Verheyen, Hulselmans, Dierckx, Mulungu, Leirs, Corti & E. Verheyen, 2007                                                    | Verheyen, W.N., Hulselmans, J.L.J., Dierckx, T., Mulungu, L., Leirs, H., Corti, M. & Verheyen, E. 2007. The characterization of the Kilimanjaro Lophuromys aquilus True 1892 population and the description of five new Lophuromys species (Rodentia, Muridae). Bulletin van het Koninklijk Belgisch Instituut voor Natuurwetenschappen 77:23-75. |                                                                          |
| Lophuromys stanleyi       | W.N. Verheyen, Hulselmans, Dierckx, Mulungu, Leirs, Corti & E. Verheyen, 2007                                                    | Verheyen, W.N., Hulselmans, J.L.J., Dierckx, T., Mulungu, L., Leirs, H., Corti, M. & Verheyen, E. 2007. The characterization of the Kilimanjaro Lophuromys aquilus True 1892 population and the description of five new Lophuromys species (Rodentia, Muridae). Bulletin van het Koninklijk Belgisch Instituut voor Natuurwetenschappen 77:23-75. |                                                                          |
| Microcebus bongolavensis  | Olivieri, Zimmermann, Randrianambinina, Rasoloharijaona, Rakotondravony, Guschanski & Radespiel, 2007                            | Olivieri, G., Zimmermann, E., Randrianambinina, B., Rasoloharijaona, B., Rakotondravony, D., Guschanski, K. & Radespiel, U. 2007. The ever-increasing diversity in mouse lemurs: Three new species in north and northwestern Madagascar. Molecular Phylogeny and Evolution 43:309-327. |                                                                          |
| Microcebus danfossi       | Olivieri, Zimmermann, Randrianambinina, Rasoloharijaona, Rakotondravony, Guschanski & Radespiel, 2007                            | Olivieri, G., Zimmermann, E., Randrianambinina, B., Rasoloharijaona, B., Rakotondravony, D., Guschanski, K. & Radespiel, U. 2007. The ever-increasing diversity in mouse lemurs: Three new species in north and northwestern Madagascar. Molecular Phylogeny and Evolution 43:309-327. |                                                                          |
| Microcebus lokobensis     | Olivieri, Zimmermann, Randrianambinina, Rasoloharijaona, Rakotondravony, Guschanski & Radespiel, 2007                            | Olivieri, G., Zimmermann, E., Randrianambinina, B., Rasoloharijaona, B., Rakotondravony, D., Guschanski, K. & Radespiel, U. 2007. The ever-increasing diversity in mouse lemurs: Three new species in north and northwestern Madagascar. Molecular Phylogeny and Evolution 43:309-327. |                                                                          |
| Micronycteris giovanniae  | Baker & Fonseca, 2007 | Fonseca, R.M., Hoofer, S.R, Porter, C.A., Cline, C.A., Parish, D.A., Hoffmann, F.G. & Baker, R.J. 2007. Morphological and molecular variation within little big-eared bats of the genus Micronycteris (Phyllostomidae: Micronycterinae) from San Lorenzo, Ecuador. Pp. 721-746 in Kelt, D.A., Lessa, E.P., Salazar-Bravo, J. & Patton, J.L. (eds.). 2007. The Quintessential Naturalist: Honoring the Life and Legacy of Oliver P. Pearson. University of California Publications in Zoology 134:1-981. |                                                                          |
| Miniopterus sororculus    | Goodman, Ryan, Maminirina, Fahr, Christidis & Appleton, 2007                                                                     | Goodman, S.M., Ryan, K.E., Maminirina, C.P. Fahr, J., Christidis, L. & Appleton, B. 2007. Specific status of populations on Madagascar referred to Miniopterus fraterculus (Chiroptera: Vespertillionidae), with description of a new species. Journal of Mammalogy 88:1216-1229. |                                                                          |
| Mogera kanoana            | Kawada, Shinohara, Kobayashi, Harada, Oda & Lin, 2007                                                                            | Kawada, S.-i., Shinohara, A., Kobayashi, S., Harada, M., Oda, S.-i. & Lin, L.-K. 2007. Revision of the mole genus Mogera (Mammalia: Lipotyphla: Talpidae) from Taiwan. Systematics and Biodiversity 5(2):223–240. |                                                                          |
| Monodelphis handleyi      | Solari, 2007 | Solari, S. 2007. New species of Monodelphis (Didelphimorphia: Didelphidae) from Peru, with notes on M. adusta (Thomas, 1897). Journal of Mammalogy 88(2):319-329. |                                                                          |
| Murina tiensa             | Csorba, Vu, Bates & Furey, 2007                                                                                                  | Csorba, G., Vu D.T., Bates, P.J.J. & Furey, N.M. 2007. Description of a new species of Murina from Vietnam (Chiroptera: Vespertilionidae: Murininae). Occasional Papers, Museum of Texas Tech University 268:1-10. |                                                                          |
| Myzopoda schliemanni      | Goodman, Rakotrondraparany & Kofoky, 2007                                                                                        | Goodman, S.M., Rakotondraparany, F. & Kofoky, A. 2007. The description of a new species of Myzopoda (Myzopodidae: Chiroptera) from western Madagascar. Mammalian Biology 72(2):65-81. |                                                                          |
| Pecari maximus            | Van Roosmalen, Frenz, Van Hooft, De Iongh & Leirs, 2007                                                                          | Roosmalen, M.G.M. van, Frenz, L., Hooft, P. van, Iongh, H.H. de & Leirs, H. 2007. A new species of living peccary (Mammalia: Tayassuidae) from the Brazilian Amazon. Bonner zoologische Beiträge 55(2):105-112. |                                                                          |
| Phyllotis anitae          | Jayat, D'Elía, Pardiñas & Namen, 2007                                                                                            | Jayat, J.P., D'Elía, G., Pardiñas, U.F.J. & Namen, J.G. 2007. A new species of Phyllotis (Rodentia, Cricetidae, Sigmodontinae) from the upper montane forest of the Yungas of northwestern Argentina. Pp. 775-798 in Kelt, D.A., Lessa, E.P., Salazar-Bravo, J. & Patton, J.L. (eds.). 2007. The Quintessential Naturalist: Honoring the Life and Legacy of Oliver P. Pearson. University of California Publications in Zoology 134:1-981.                                                              |                                                                          |
| Proedromys liangshanensis | Liu, Sun, Zeng & Zhao, 2007 | Liu, S., Sun, Z., Zeng, Z. & Zhao, E. 2007. A new vole (Cricetidae: Arvicolinae: Proedromys) from the Liangshan Mountains of Sichuan Province, China. Journal of Mammalogy 88:1170-1178. |                                                                          |
| Rhynchomys banahao        | Balete, Rickart, Rosell-Ambal, Jansa & Heaney, 2007                                                                              | Balete, D.S., Rickart, E.A., Rosell-Ambal, R.G.B., Jansa, S. & Heaney, L.R. 2007. Descriptions of two new species of Rhynchomys Thomas (Rodentia: Muridae: Murinae) from Luzon Island, Philippines. Journal of Mammalogy 88(2):287-301. |                                                                          |
| Rhynchomys tapulao        | Balete, Rickart, Rosell-Ambal, Jansa & Heaney, 2007                                                                              | Balete, D.S., Rickart, E.A., Rosell-Ambal, R.G.B., Jansa, S. & Heaney, L.R. 2007. Descriptions of two new species of Rhynchomys Thomas (Rodentia: Muridae: Murinae) from Luzon Island, Philippines. Journal of Mammalogy 88(2):287-301. |                                                                          |
| Sorex rohweri             | Rausch, Feagin & Rausch, 2007 | Rausch, R.L., Feagin, J.E. & Rausch, V.R. 2007. Sorex rohweri sp. nov. (Mammalia, Soricidae) from northwestern North America. Mammalian Biology 72(2):93-105. |                                                                          |
| Spermophilus taurensis    | Gündüz, Jaarola, Tez, Yeniyurt, Polly & Searle, 2007                                                                             | Gündüz, İ., Jaarola, M., Tez, C., Yeniyurt, C., Polly, P.D. & Searle, J.B. 2007. Multigenic and morphometric differentiation of ground squirrels (Spermophilus, Scuiridae, Rodentia) in Turkey, with a description of a new species. Molecular Phylogenetics and Evolution 43:916-935. |                                                                          |
| Spermophilus torosensis   | Özkurt, Sözen, Yiğit, Kandemir, R. Çolak, Gharkheloo & E. Çolak, 2007                                                            | Özkurt, S.Ö., Sözen, M., Yiğit, N., Kandemir, I., Çolak, R., Gharkheloo, M.M. & Çolak, E. 2007. Taxonomic status of the genus Spermophilus (Mammalia: Rodentia) in Turkey and Iran with description of a new species. Zootaxa 1529:1-15. | Een synoniem van S. taurensis (Gündüz et al., 2007, Zootaxa 1663:67-68). |
| Thomasomys andersoni      | Salazar-Bravo & Yates, 2007 | Salazar-Bravo, J. & Yates, T.L. 2007. A new species of Thomasomys (Cricetidae: Sigmodontinae) from central Bolivia. Pp. 747-774 in Kelt, D.A., Lessa, E.P., Salazar-Bravo, J. & Patton, J.L. (eds.). 2007. The Quintessential Naturalist: Honoring the Life and Legacy of Oliver P. Pearson. University of California Publications in Zoology 134:1-981. |                                                                          |

## Levende ondersoorten
| Naam                                       | Auteur                                   | Referentie | Commentaar |
| ------------------------------------------ | ---------------------------------------- | --- | ---------- |
| Cephalorhynchus commersonii kerguelenensis | Robineau, Goodall, Pichler & Baker, 2007 | Robineau, D., Goodall, R.N.P., Pichler, F. & Baker, C.S. 2007. Description of a new subspecies of Commerson's dolphin, Cephalorhynchus commersonii (Lacépède, 1804), inhabiting the coastal waters of the Kerguelen Islands. Mammalia 71(4):172-180.                                                                        |            |
| Perodicticus potto stockleyi               | Butynski & De Jong, 2007                 | Butynski, T.M. & Jong, Y.A. de. 2007. Distribution of the potto Perodicticus potto (Primates: Lorisidae) in eastern Africa, with a description of a new subspecies from Mount Kenya. Journal of East African Natural History 96(2):113-147.                                                                                 |            |
| Pipistrellus pygmaeus cyprius              | Benda, 2007                              | Benda, P., Hanák, V., Horáček, I., Hulva, P., Lučan, R. & Ruedi, M. 2007. Bats (Mammalia: Chiroptera) of the Eastern Mediterranean. Part 5. Bat fauna of Cyprus: review of records with confirmation of six species new for the island and description of a new subspecies. Acta Societatis Zoologicae Bohemicae 71:71–130. |            |